# Lacy Duarte
Lacy Duarte, née le 15 septembre 1937 à Mataojo en Uruguay et morte le 27 décembre 2015 à Montevideo, est une artiste peintre uruguayenne qui se spécialise dans les arts visuels.

## Biographie

### Jeunesse et formation
Elvira Lacy Duarte Cardoso naît le 15 septembre 1937 à Mataojo, dans le département de Salto en Uruguay, près de la frontière avec le Brésil. Elle est d'une famille nombreuse, la cinquième de dix enfants. Elle est élevée dans cette zone rurale qui inspirera son œuvre. Elle part s'installer en 1952 dans la ville de Salto pour ses études secondaires,. Elle entre deux ans plus tard à l'atelier Figari de l'association Horacio Quiroga. Elle y suit des cours avec le peintre José Cziffery, lui-même formé dans l'atelier parisien d'Henri Matisse, et avec le peintre Ernesto Aroztegui (es).

### Artiste peintre, essais de tissage
Lacy Duarte épouse en 1959 un de ses collègues, le peintre Aldo Peralta. Elle en a deux enfants, Pablo et Pedro Peralta (es), qui deviendront également peintres tous les deux,. La famille déménage en 1962 dans le département de Maldonado. Lacy Duarte commence à donner des cours de dessin dans l'enseignement secondaire, et elle commence à apprendre le tissage en 1967.
En 1975, avec son mari et leurs enfants, elle fuit la dictature militaire de l'Uruguay pour se réfugier à Porto Alegre, au Brésil, en laissant l'atelier de tapisserie Duarte Tapices aux tisserands locaux. Son mari Aldo meurt en 1981. Lacy Duarte revient à Montevideo peu de temps après et y reprend la peinture, abandonnant la tapisserie. Elle est sélectionnée en 1986 pour représenter l'Uruguay à la Biennale de La Havane de 1987, et ses œuvres sont exposées aux États-Unis et en Europe,.

### Arts visuels
Elle commence en 1990 une série d'œuvres d'art comprenant des peintures et des objets divers comme des sculptures sur bois, des miettes de pain, des couvre-lits en lambeaux, pour représenter la condition des femmes et de leurs enfants à la campagne, ainsi que des personnes effectuant des tâches rurales, comme les agriculteurs, chasseurs, trappeurs... Ce projet est intitulé Memoria y ritos en el espacio de la mujer campesina (« Mémoire et rituels dans l'espace de la femme paysanne »). Il fait directement référence aux différences qu'elle a observées entre les Uruguayens urbains et ruraux. Cette série sera exposée au musée Juan Manuel Blanes dans le quartier du Prado à Montevideo, au musée d'art du Rio Grande do Sul à Porto Alegre, à la galerie Linda Moore à San Diego en Californie, à la Biennale de Paris, et à celle de Cuenca,.
Lacy Duarte expose en 2005 à la Biennale de Venise. Elle intègre en 2011 la Commission nationale des arts visuels du ministère uruguayen de l'Éducation et de la Culture,.
Elle expose ses œuvres en 2012 à Montevideo dans les expositions dédiées Pensado Campo : Recurrencias de Lacy Duarte au Museo Figari (es) et Tiempo y Tiempo au Museo Gurvich (es).
Lacy Duarte meurt le 27 décembre 2015 à Montevideo, à 78 ans,.

## Prix et hommages
Lacy Duarte reçoit en 2002, de la Banque centrale de l'Uruguay, le Prix Figari, nommé en l'honneur du peintre uruguayen Pedro Figari, en reconnaissance de sa carrière artistique.
Elle est choisie en 2005 pour représenter l'Uruguay à la Biennale de Venise avec une installation qui « reflète la pauvreté pure » de la campagne uruguayenne.